# كوري هارور
كوري هارور (من مواليد 20 يوليو 1989) هي لاعبة كندية برياضة كرة السلة للمعاقين .

## السيرة الشخصية
ولدت هارور في 20 يوليو 1989 في ريجينا ، ساسكاتشوان و هي مصابة بالشلل الدماغي . حصلت على 6 ميداليات برونزية بين عامي 2006 و 2007. فازت بميداليتين برونزيتين في عامي 2006 و 2007 على التوالي، إحداهما كانت من دورة الألعاب الأولمبية في كندا ‏ ، بينما فازت بالأخرى بالبطولة الوطنية للشباب . كما حصلت على 4 ميداليات برونزية أخرى من بطولة العالم لألعاب القوى للناشئين في عام 2006. إلى جانب كرة السلة، تلعب أيضًا لعبة الرجبي بالكراسي المتحركة، فهي أيضًا عضو في فريق لعبة الرجبي الوطني الكندي. عام 2007 جلب لها جائزة ساسكاتشوان للشباب . اعتادت هارور أيضًا الظهور في حلقات تلفزيونية معينة من Corner Gas وعلى موقع Renegadepress.com .